# Сьёра
Сьёра́ (фр. Sieuras) — коммуна во Франции, находится в регионе Юг — Пиренеи. Департамент коммуны — Арьеж. Входит в состав кантона Ле-Фосса. Округ коммуны — Памье.
Код INSEE коммуны — 09294.

## Население
Население коммуны на 2008 год составляло 80 человек.
| 1962 | 1968 | 1975 | 1982 | 1990 | 1999 | 2008 |
| ---- | ---- | ---- | ---- | ---- | ---- | ---- |
| 72   | 89   | 63   | 74   | 57   | 72   | 80   |

## Экономика
В 2007 году среди 45 человек в трудоспособном возрасте (15—64 лет) 35 были экономически активными, 10 — неактивными (показатель активности — 77,8 %, в 1999 году было 74,4 %). Из 35 активных работали 33 человека (18 мужчин и 15 женщин), безработными были 2 мужчин. Среди 10 неактивных 3 человека были учениками или студентами, 4 — пенсионерами, 3 были неактивными по другим причинам.